# Zamora (Michoacán)
Zamora de Hidalgo (Purépecha: Samora) is een stad in de Mexicaanse deelstaat Michoacán. Zamora had 196.208 inwoners in 2015.
Zamora werd in 1540 gesticht door Antonio de Mendoza.
Zamora ligt op 144 km van Morelia, de hoofdstad van de deelstaat.
De stad is de zetel van het rooms-katholieke bisdom Zamora. Hoofdkerk van het bisdom is de kathedraal. Deze 19e-eeuwse neoclassicistische kerk werd ontworpen door Eduardo Tresguerras en ligt aan het centrale plein van de stad. Daarnaast is er het diocesane heiligdom van Nuestra Señora de Guadalupe, een neogotische kerk met 107 meter hoge torens.

## Bekende inwoners van Zamora

### Geboren
- José Francisco Orozco y Jiménez (1864-1936), bisschop
- Gildardo Magaña (1891-1939), politicus en militair
- Alfonso García Robles (1911-1991), diplomaat en Nobelprijswinnaar (1982)
- Rius (1934-2017), illustrator en schrijver
- Marta Sahagún (1953), first lady
- Mario Aburto (1971), moordenaar
- Rafael Márquez (1979), voetballer